# Marco Pirroni
Marco Francesco Andrea Pirroni es un músico y guitarrista que formó parte de la ola punk y New Wave en Inglaterra. Aunque conocido por ser gran colaborador de Adam Ant desde Adam And The Ants, se destacó también por trabajar junto con otros artistas conocidos.

## Vida
Nació en Camden Town, Londres, Inglaterra el 27 de abril de 1959, y al poco tiempo sus padres, de orígenes italianos y africanos, se mudan a Harrow y a Wealdstone. 
Su frase conocida de "no me gustan los Beatles" resultó célebre durante esa época, en la que la industria musical trabajaba para grupos influenciados por ellos.
Formó parte de bandas punk como Siouxsie And The Banshees (1976) y The Models. Después fue parte del movimientos musicales posteriores al punk, siendo miembro de Cowboys International (1980), Rema-Rema (1979-1980) y Adam And The Ants (1980-1982), donde su papel destacaría mucho al lado de Adam Ant. Ambos terminan formando un dúo artístico centrado en la carrera solista de este último. Sin embargo, también a lo largo de la década colabora con Sinéad O'Connor y temporalmente forma parte de Spear Of Destiny.
Actualmente, formó un dúo de indie rock, llamado The Wolfmen.

## Instrumentos
Pirroni siempre ha usado el modelo de guitarra Gibson Les Paul Junior Double Cutaway, aunque también le gusta otros tipos de Les Paul Junior. Actualmente usa en conciertos una Les Paul Jr. de 1959 de color blanco (aunque aparentemente la usó también con Adam And The Ants, ya que puede tratarse de la misma guitarra con el mismo color, según videos).